# Otar Eranosyan
Otar Eranosyan (en géorgien ოთარ ერანოსიან) est un boxeur géorgien né le 20 août 1993.

## Carrière
Il remporte deux médailles aux championnats d'Europe de boxe amateur. Il remporte sa première médaille d'argent en 2014, lorsqu'il perd contre David Oliver Joyce en finale, et sa deuxième médaille d'argent en 2015, lorsqu'il perd contre Joseph Cordina en finale.
En compétition dans la catégorie poids légers aux championnats du monde 2017, Eranosyan remporte la médaille de bronze. Il perd par décision unanime face au futur médaillé d'argent Lázaro Álvarez. Il a participé aux Jeux européens de 2019, toujours en poids légers. Il atteint les demi-finales grâce à des victoires par décision contre Jordan Rodriguez et Javid Chalabiyev puis perd sur décision des juges contre le futur médaillé d'argent Gabil Mamedov.
Eranosyan fait ses débuts professionnels contre DeShawn Kennedy le 28 août 2020. Il remporte le combat par KO au deuxième round. Il cumule un bilan de 7-0 au cours des sept mois suivants, avec cinq victoires par arrêt de l'arbitre. Eranosyan affronte ensuite José Argel pour le titre vacant des poids super-plumes de la WBA Continental Americas le 21 mai 2021, en sous-carte du combat pour le titre des poids mi-mouches WBO NABO entre le champion Jonathan González et le challenger Armando Torres. Eranosyan justifie son rôle de favori et remporte le combat par décision unanime. Deux des juges attribuent au combat un score de 100 à 90 en sa faveur, tandis que le troisième juge lui attribue un score de 99 à 91.
Le 13 août 2021, Otar Eranosyan affronte l'expérimenté Juan Carlos Pena dans le co-événement principal d'une carte de diffusion USA Telemundo. Il remporte le combat par KO technique au quatrième round, arrêtant Pena 39 secondes après le début du round. Il affronte ensuite Alejandro Guerrero (12-1) le 24 septembre 2021. Le combat, prévu en première partie du combat de poids coqs entre JaRico O'Quinn et Saul Sanchez, est diffusé par Showtime. Il s'impose par décision unanime, avec des scores de 79–73, 78–74 et 78–74.
Après ce nouveau succès, le boxeur géorgien est opposé à l'invaincu Starling Castillo le 7 janvier 2022, en première partie de la série « ShoBox : The New Generation ». Il remporte le combat par une décision unanime ; avec deux juges lui attribuant chaque round du combat, tandis que le troisième juge n'attribue qu'un seul round à Castillo. Eranosyan met Castillo au tapis à deux reprises lors du premier round.
Le 17 mai 2023, il affronte Edy Valencia Mercado et remporte le combat par décision unanime avec deux cartes de pointage de 97-93 et une carte de pointage de 98-92. Trois mois plus tard, il combat l'ancien champion WBA des super-poids plumes Roger Gutiérrez dans un combat éliminatoire pour le titre WBA. Eranosyan  surmonte un knockdown au début du 2e round pour faire tomber Gutierrez deux fois au 8e round et forcer le médecin du ring à intervenir avant le 9e et stopper le combat.

## Palmarès

### Championnats du monde
- Médaille de bronze en -60 kg en 2017 à Hambourg, Allemagne

### Championnats d'Europe
- Médaille d'argent en -60 kg en 2015 à Samokov, Bulgarie

### Jeux européens
- Médaille de bronze en -60 kg en 2019 à Minsk, Biélorussie

## Référence
- (en) Cet article est partiellement ou en totalité issu de l’article de Wikipédia en anglais intitulé « Otar Eranosyan » (voir la liste des auteurs).

1. ↑  « Joyce claims third successive European gold », rte.ie, 16 août 2014 (consulté le 3 février 2022)
2. ↑  « Joe Cordina led the way by winning gold at the European Championships », skysports.com, 16 août 2015 (consulté le 3 février 2022)
3. ↑  Etchells, « La Cruz on brink of claiming fourth consecutive light heavyweight crown at AIBA World Championships », insidethegames.biz, 1er septembre 2017 (consulté le 3 février 2022)
4. ↑  Gillen, « Home boxer delights crowd with men's 60kg lightweight gold at Minsk 2019 », insidethegames.biz, 29 juin 2019 (consulté le 3 février 2022)
5. ↑  « Pelea entre Otar Eranosyan vs Ezequiel Alberto Tevez (super plumas) (3er round) », kzsection.info (consulté le 3 février 2022)
6. ↑  Equipo Boxeadores, « Abraham Tebes y José Argel buscarán una nueva gloria para Iquique este 21 de mayo », boxeadores.cl, 15 mai 2021 (consulté le 3 février 2022)
7. ↑  Fulcrum, « Otar Eranosyan versus Jose Argel breakdown », boxingfulcrum.com, 21 mai 2021 (consulté le 3 février 2022)
8. ↑  « “Pitbull” Eranosyan Destrozó Al “comando” », telemundodeportes.com (consulté le 3 février 2022)
9. ↑  Salazar, « Ismael Barroso Crushes Paniagua in One, Sanginov Edges LaVallais », boxingscene.com, 31 janvier 2021 (consulté le 3 février 2022)
10. ↑  Donovan, « Otar Eranosyan Overpowers Alejandro Guerrero For Decision Win In ShoBox Opener », boxingscene.com, 24 septembre 2021 (consulté le 3 février 2022)
11. ↑  Idec, « Otar Eranosyan Dominates Starling Castillo, Easily Wins Decision In ‘ShoBox’ Co-Feature », boxingscene.com, 7 janvier 2022 (consulté le 3 février 2022)
12. ↑  Hansen, « ProBox TV full fight video highlights and results: Otar Eranosyan wins unanimous decision over Edy Valencia », badlefthook.com, 17 mai 2023 (consulté le 18 mai 2023)
13. ↑  « Otar Eranosyan Overcomes Scare To Stop Roger Gutierrez in WBA Eliminator », Boxing Scene (consulté le 10 août 2023)